# Гвардійська авіаційна база НГ (Україна)
Гвардійська авіаційна база національної гвардії (в/ч 2269) — авіаційне формування у складі Національної гвардії України. Забезпечує авіаційні перевезення та повітряну вогневу підтримку. На його базі здійснюється десантна підготовка підрозділів спеціального призначення Національної гвардії України.

## Історія

### Національна гвардія (I)

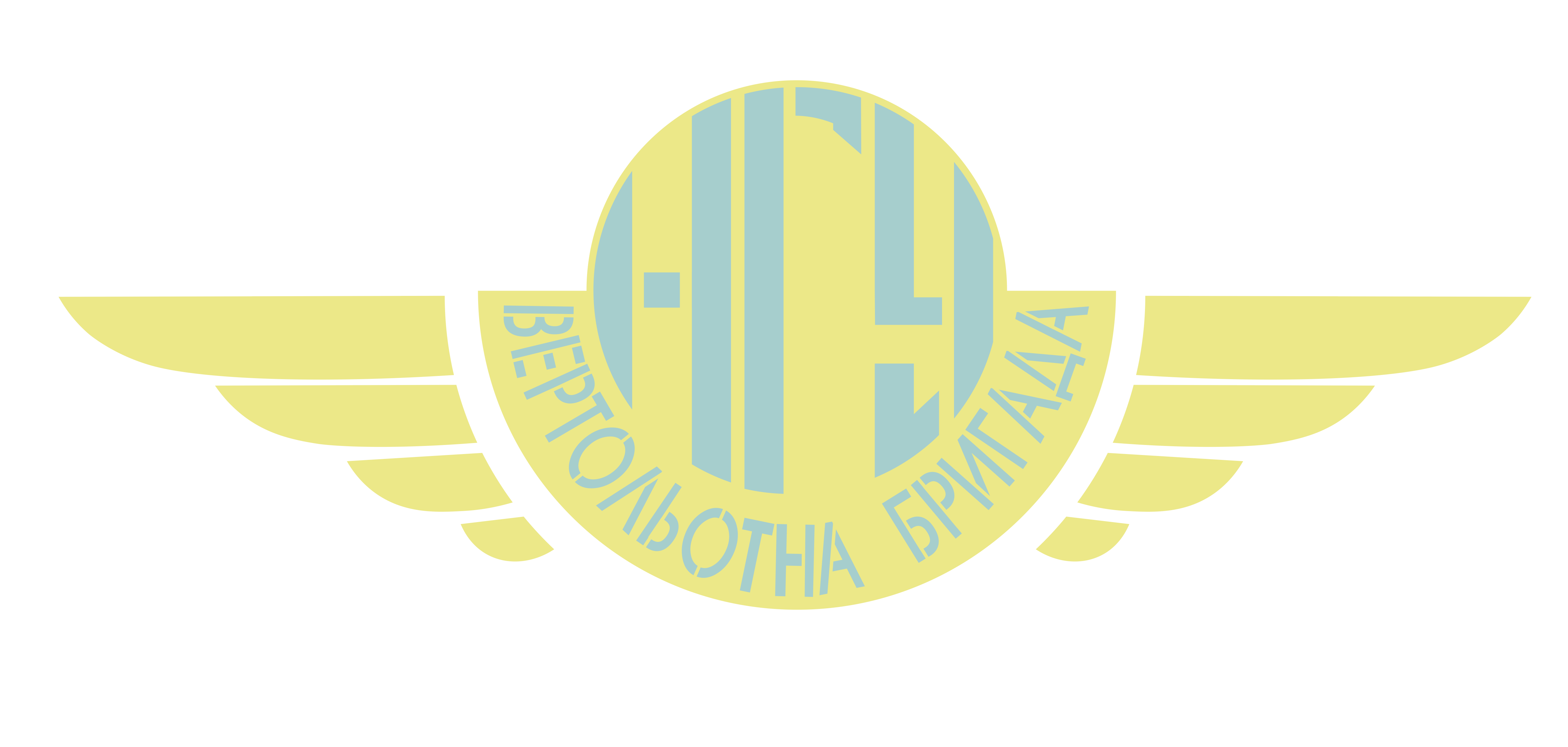
Емблема на Мі-6 зі складу вертолітної бригади НГУ м. Олександрія у 1990-х роках

1 січня 1992 року створено управління авіації НГУ. Першим начальником управління став Мимка Любомир Володимирович. 
Авіаційні підрозділи Національної гвардії України було зведено в окрему вертолітну бригаду.
На базі 51-го гвардійського окремого вертолітного полку Внутрішніх військ МВС СРСР була створена окрема вертолітна бригада. Першим командиром бригади призначений полковник Бондарчук В'ячеслав Миколайович. У її склад входили дві транспортні ескадрильї на Мі-6 та дві транспортно-бойові ескадрильї на Мі-8Т/МТ/С/ПС, Мі-9, а також 31 окрема вертолітна ескадрилья в Білій Церкві у якій перебували Мі-24В/К/Р/П.. Всього 72 гелікоптера. .
Влітку 1992 року під час Придністровського конфлікту 14 вертольотів Мі-8 та Мі-24 виконували завдання з прикриття україно-молдавського кордону . В зону на аеродром Вапнярка та Червоні Вікна були передислоковані чотири Мі-8 та один Мі-24, на яких 3 місяці, змінюючи один одного, працювали 14 екіпажів. Займались перевезенням груп блокування, підвіз матеріальних цінностей. 
1 серпня 1992 року на базі 51-го окремого гвардійського гелікоптерного полку було сформовано 51-шу окрему гелікоптерну бригаду (в/ч 2269, м. Олександрія) у складі 1-ї дивізії НГУ.
У березні 1993 році було проведено пошук та евакуацію 88 рибалок яких на крижині віднесло у Кременчуцьке водосховище.
У 1996 році Мі-6 взяли участь у великих навчаннях на Яворівському полігоні, де, окрім особового складу, на них транспортували автомобіль Газ-3307..
У 1998 році евакуювали понад тисячу жителів Закарпаття, чиї села потерпали від сильної повені. 2 листопада із Олександрії в Ужгород перелетіли 2 Мі-8МТ та один Мі-8Т, командири екіпажів підполковники Клименко, Стригін, майор Ковтун. Групу очолив начальник Управління авіації НГУ полковник Анатолій Миколайович Суліма. Екіпажам довелось працювати в дуже складних умовах: гори висотою до 1600 метрів, низька хмарність та тумани, розмоклі посадкові майданчики у населених пунктах, куди терміново потрібно було доставити продукти та медикаменти. У перші дні екіпажі працювали з Ужгорода, через що, витрачали більше години у одну сторону. Для підвищення ефективності групу передислокували у райцентр Тячів, де організували обслуговування та заправку гелікоптерів. Це значно скоротило час, на слідування по маршруту потрібно було до 15-20 хвилин. Коли у район стихійного лиха змогла пробитися наземна техніка, навантаження на авіацію знизилось. Один Мі-8МТ переобладнали у санітарний з дислокаціею у Чорнотисові. За 19 днів відрядження екіпажі НГУ налітали 117 годин, перевезли 94,370 т. різних вантажів і 649 людей, 72 з яких потребували у негайній медичній допомозі. .
В 1999 році бригада була передана до складу Внутрішніх військ МВС України.

### Внутрішні війська
З 17 грудня 1999 року бригада переходить в підпорядкування Міністерства Внутрішніх справ України.
26 квітня 2000 року на території авіаційного гарнізону відкрито перший в Олександрії пам'ятник на честь ліквідаторів аварії на ЧАЕС з надписом «Ви собою закрили весь світ».
19 грудня 2000 року в бригаді завершили свою службу важкі транспортні вертольоти Мі-6А.

### Національна гвардія (ІІ)
В 2014 році військова частина увійшла до складу новоствореної Нацгвардії України..
Бойове знамено частина отримала 24 серпня 2015 року під час «Маршу незалежності», а урочиста церемонія заміни радянського знамена на нове і його освячення відбулись 29 серпня.
14 жовтня 2016 року у військовій частині відкрили музей гелікоптеру Мі-6 просто неба за участі міського голови Олександрії Степана Цапюка
З 2014 по 2019 рік до частини надійшло по одній одиниці літаків Ан-26 (б/н 05) та Ан-72 (б/н 03), три вертольоти Мі-8, два Мі-2МСБ (б/н 31, б/н 32). Створили ескадрилью безпілотних авіаційних комплексів, на озброєння яких поступили комплекси типу: «Fly-eye», «KS-1», «Raven», «RQ-11В, «Фурія» та МАРА-2М.
21 грудня 2018 року до Гвардійської авіаційної бази прибув перший гелікоптер Airbus Helicopters H225 (б/н 10)
В грудні 2019 року до Гвардійської авіаційної бази прибув другий гелікоптер Airbus Helicopters H225 (б/н 11)
15 квітня 2022 під час Російське вторгнення в Україну (2022) було завдано ракетний удар по території аеродрому. За інформацією від голови Кіровоградської ОВА Андрія Райковича - є загиблі та постраждалі. 

## Структура
- Управління (у тому числі штаб)[18]
- 1-ша авіаційна ескадрилья на вертольотах (гелікоптери Мі-8Т/МТ/МСБ-В)
- 2-га авіаційна ескадрилья на вертольотах (гелікоптери Мі-8Т/МТ/МСБ-В, Мі-2МСБ)
- 3-тя авіаційна ескадрилья на літаках (2 Ан-26, 2 Ан-72В/П, 1 Ан-74) на аеродромі Жуляни, Київ
- Ескадрилья безпілотних авіаційних комплексів (на озброєнні Fly-eye, KS-1, RQ-11В Raven, А1-С Фурія, МАРА-2М)[19]
- Технічно-експлуатаційна частина
- Батальйон аеродромно-технічного забезпечення:
  - рота матеріального забезпечення
  - рота охорони
- Батальйон зв'язку: 
  - вузол зв'язку та радіотехнічного забезпечення польотів
- Медичний пункт
- Оркестр[20].

## Традиції
29 серпня 2015 року, у День авіації, у військовій частині попрощалися з радянським прапором і прийняли новий стяг.

## Командування
Командувачі
- полковник Бондарчук Вячеслав Миколайович (1992 — 199?)[5]
- Полковник Побиванець Геннадій Юрійович (2014 — 2015)
- Полковник Яковлєв Руслан Петрович (2015–2019)
- Полковник Бульдович Віталій Володимирович (2019–2022)

## Втрати
- Бульдович Сергій Іванович, полковник, заступник командира з льотної підготовки, загинув 29 травня 2014 року.
- Кравченко Сергій Миколайович, капітан, старший бортовий технік — інструктор вертолітної ескадрильї, загинув 29 травня 2014 року.

## Галерея

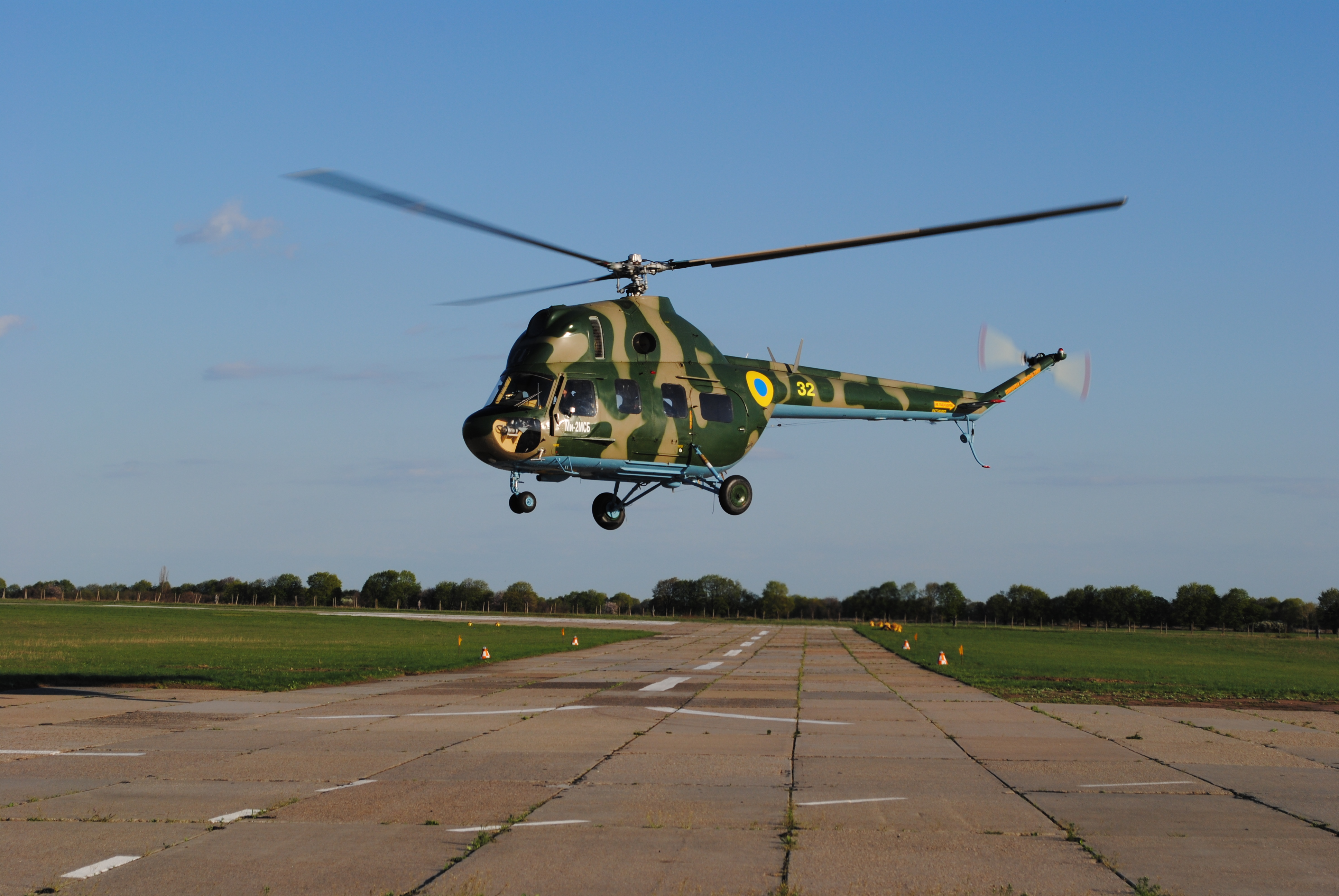
Мі -2МСБ (б/н 32) зі складу Гвардійської авіаційної бази НГУ
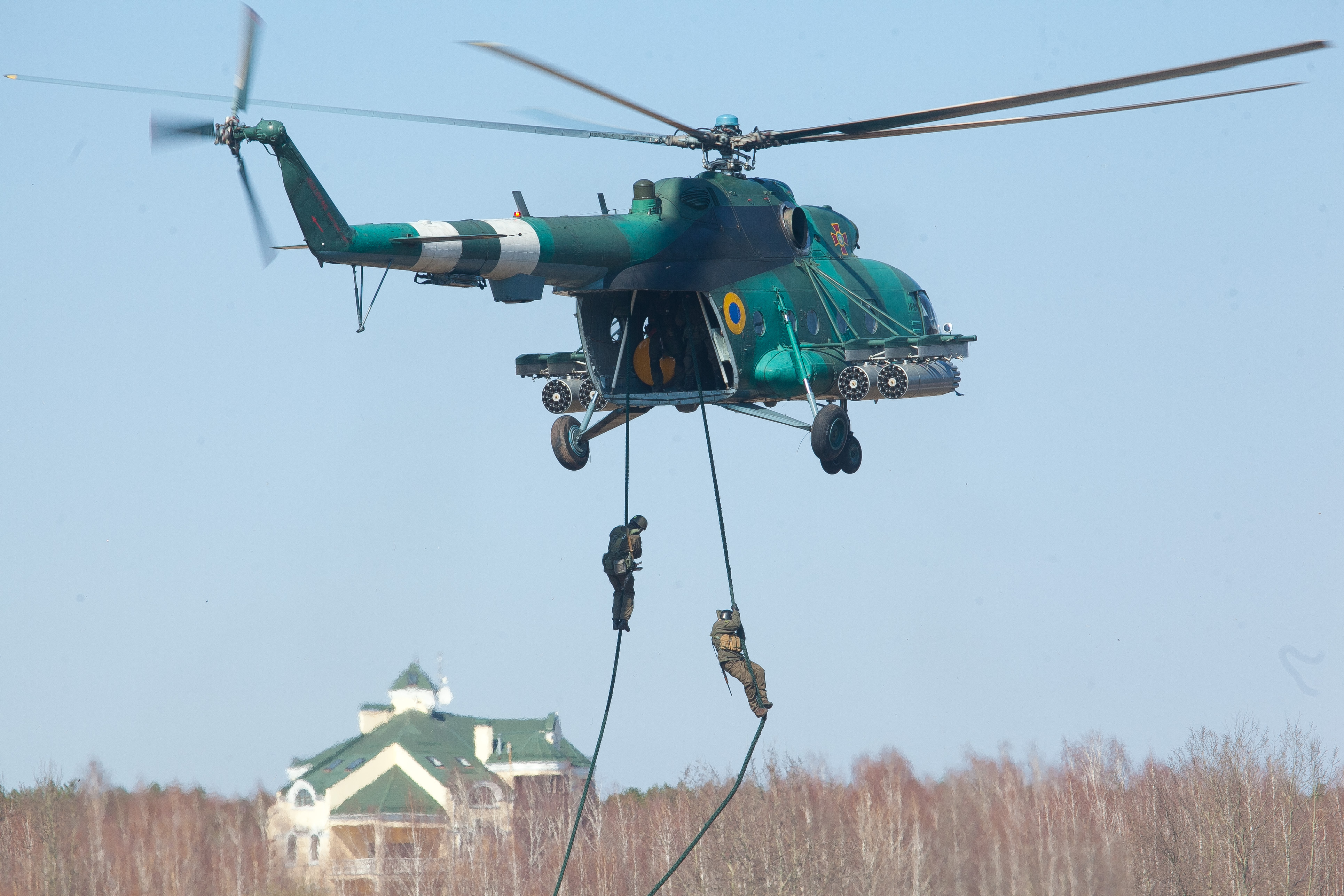
Десантування з Мі-8
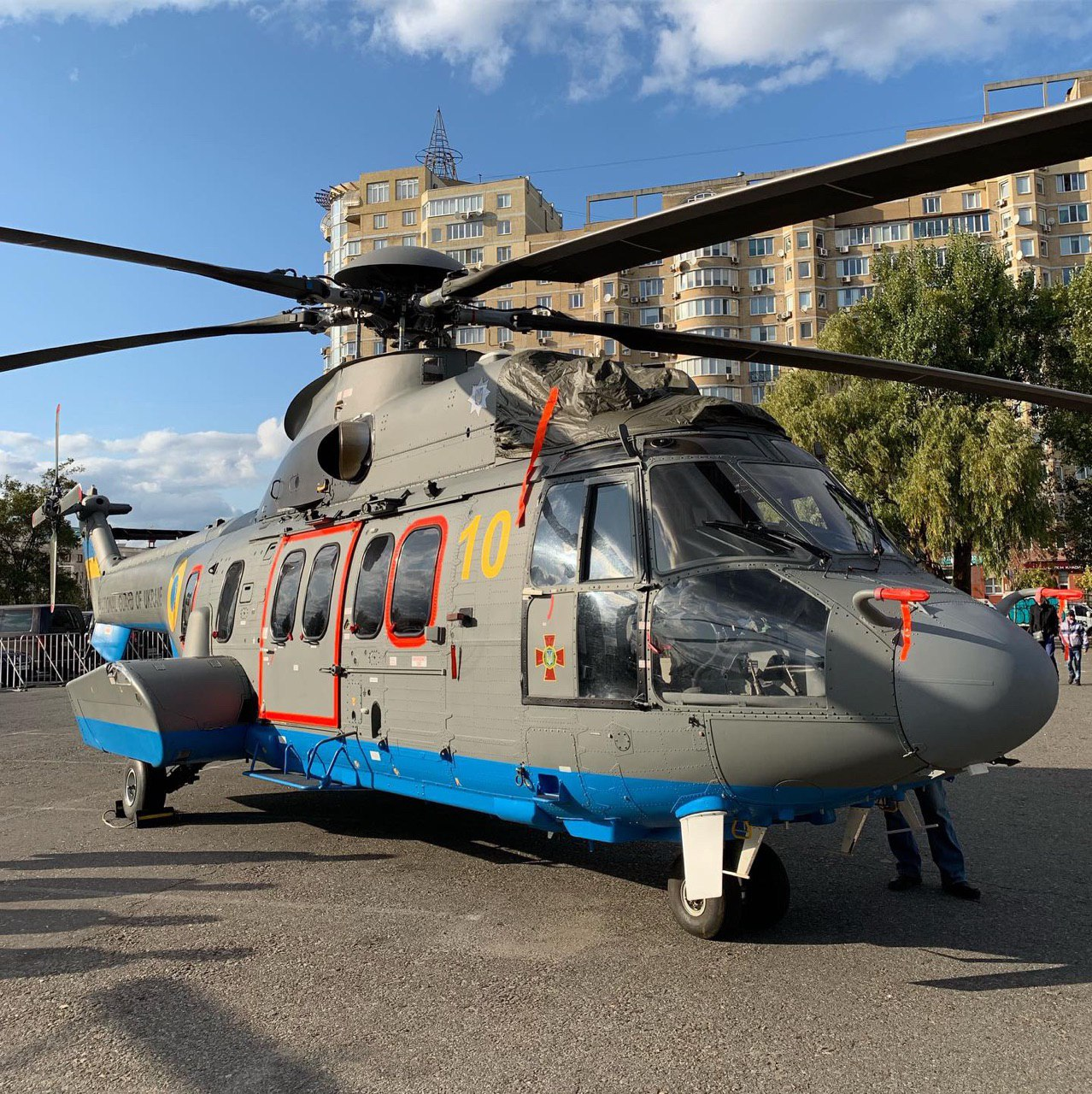
Airbus H225 (б/н 10) зі складу Гвардійської авіаційної бази НГУ
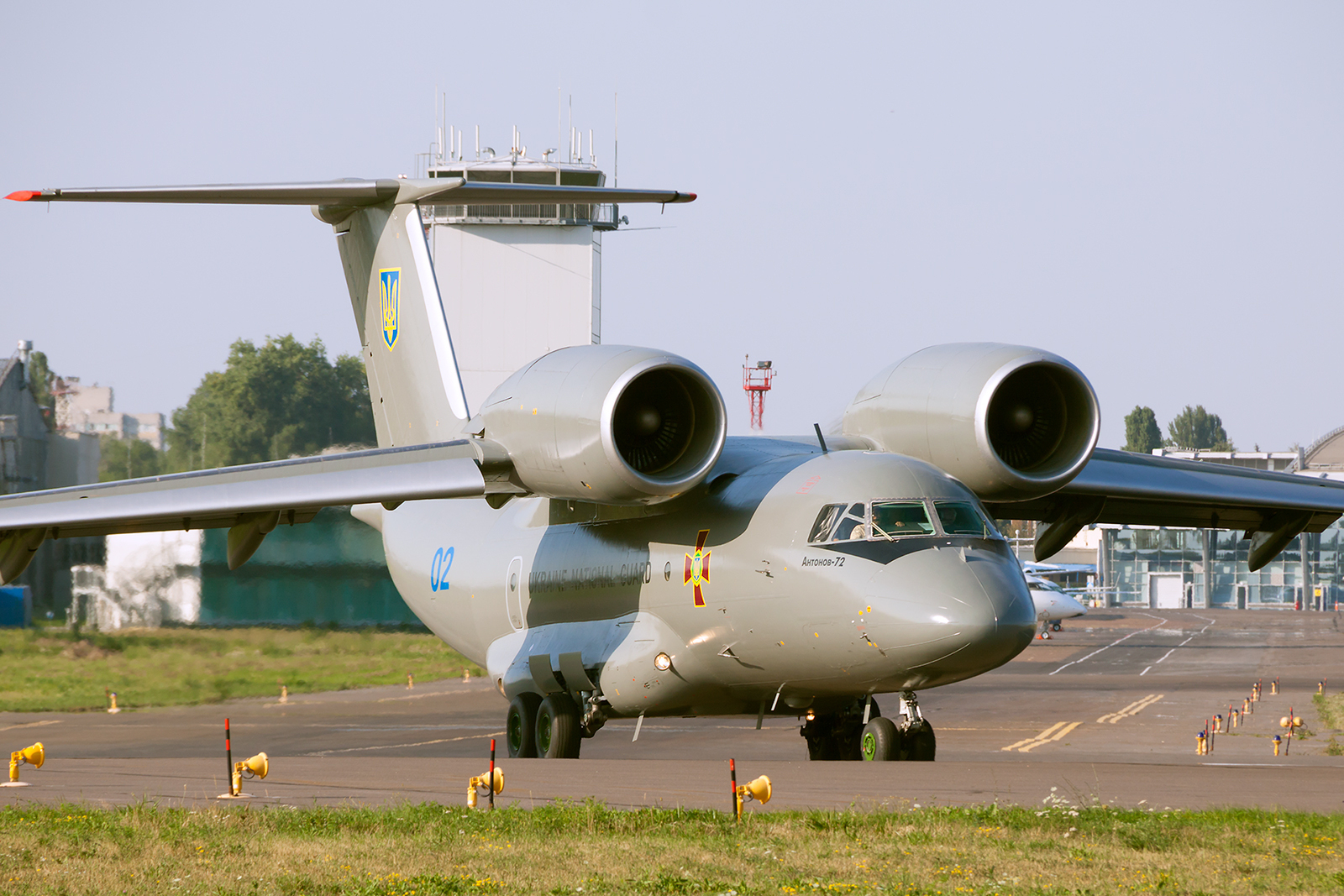
Ан-72
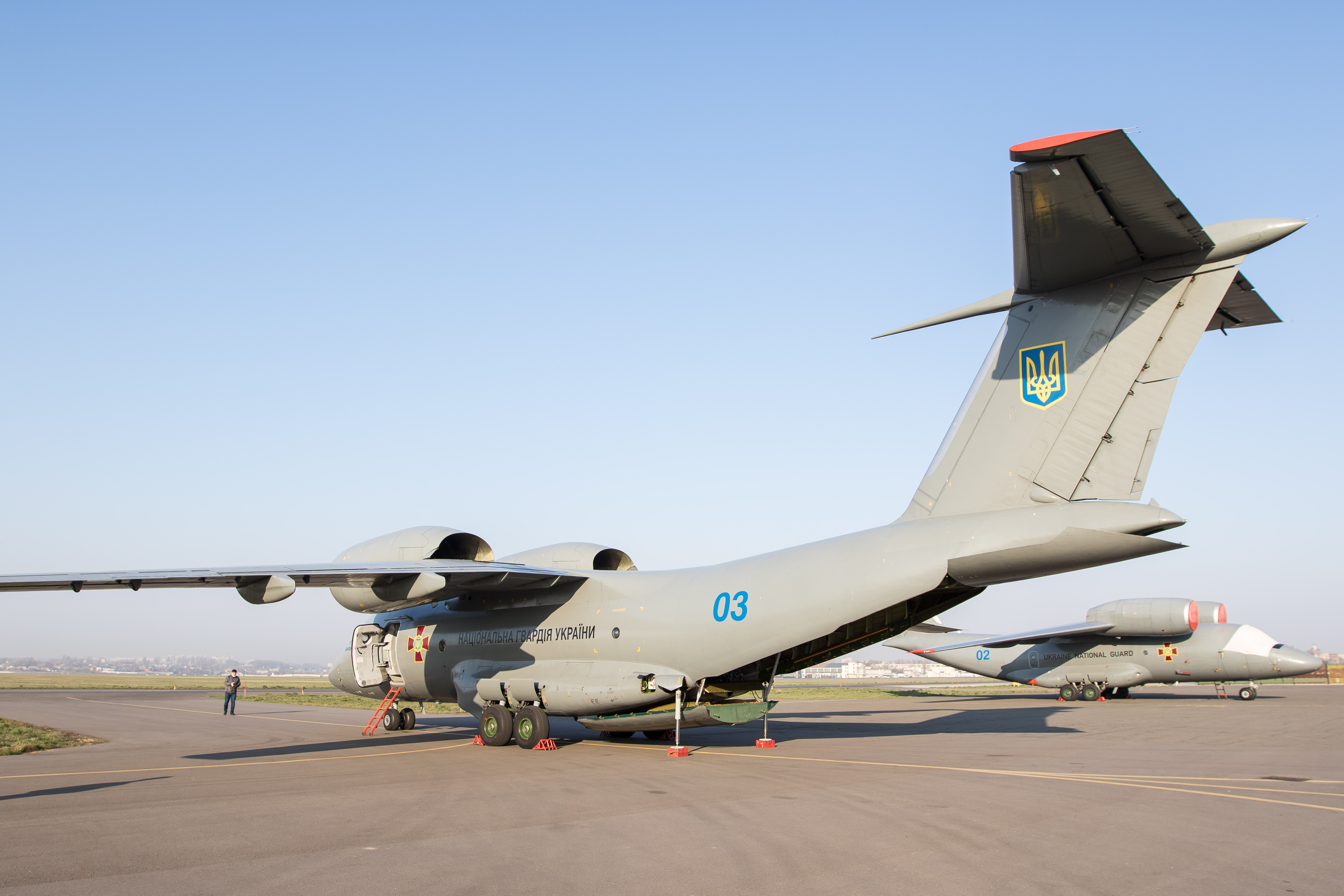
АН-72 Гвардійської авіаційної бази НГУ (б/н 02 та б/н 03) в аеропорту Київ (Жуляни)